# Rancho Murieta (Kalifornija)
Rancho Murieta je naseljeno područje za statističke svrhe u američkoj saveznoj državi Kalifornija. Prema popisu stanovništva iz 2010. u njemu je živjelo 5.488 stanovnika.